# سينثيا سولومون
سينثيا سولومون (بالإنجليزية: Cynthia Solomon)‏ هي باحثة في مجال الذكاء الاصطناعي وعَالِمَة حاسوب أمريكية، ولدت في 1938 في سومرفيل في الولايات المتحدة.